# 児島湖
児島湖（こじまこ）は、岡山県南部、児島湾の湾奥にある人工湖。面積10.9km2、有効貯水量約1,800万m3。

## 概要
児島湾の湾奥を締切堤防によって締め切って造られた人工湖である。かつては児島湾の一部であったが、1959年に旭川河口の岡山港と対岸の児島半島との間に1,558mの淡水湖堰堤 (児島湾締切堤防) が完成し、児島湾の西部が淡水化されて児島湖となった。児島湾周辺の干拓によって増加した農地の用水確保と塩害・高潮被害の防止、低湿地の排水と干拓堤防の強化を目的として造成された
。ダム湖を除いた人造湖としてはオランダのアイセル湖に次ぐ世界で2番目の広さを持つ。貯水量は2,607万トン、流域面積は543.7km3。流域内人口は67万2千人で、岡山県の人口の3分の1に達する。
湖水の塩分濃度は完工当初は1000分の8以下、1970年代には1000分の0.2-0.3に低下し、農業用水としてはもちろん、工業用水としても使用可能となった。受益農地は5,140ヘクタール。
一方で漁業に対しては負の影響を与えた。児島湾はもともと水深が浅くて塩分濃度が薄く、干潟の形成も相俟って魚の宝庫で、児島湾独自の漁法も多くみられたが、相次ぐ干拓と児島湖の誕生により漁場を失い、衰退した。また、明治期に設立され、ハイガイやモガイの養殖などを手掛けてきた児島養貝会社も、児島湖淡水化事業により事業を廃止した。
戦後の高度経済成長によりかつての干拓地が急速に住宅地化したことで、流入する笹ヶ瀬川や倉敷川、妹尾川を通じ湖水の汚染が広がった。日本でもっとも水質汚染の激しい湖沼のひとつとされ、春先から夏場にかけては湖一帯で悪臭の発生することがある。湖沼水質保全特別措置法指定湖沼。

## 地理
岡山県の南部に位置する。岡山市街地にも近く、瀬戸内海にもほど近い。湖畔には岡山空港があったが、地形上の制約から1988年に移転し、以後は岡南飛行場として存続している。

## 歴史
- 1951年 国営児島湾沿岸農業水利（締切堤防）事業として着手。
- 1959年2月1日 児島湾を締切り、淡水化。締切堤防部は児島湖交通産業株式会社管理の有料道路として1961年に供用開始。
- 1974年10月1日 堤防道路が無料化される。
- 1985年12月 湖沼水質保全特別措置法による指定湖沼に指定される。
- 1987年1月 第1期湖沼水質保全計画を策定。
- 1992年3月 第2期湖沼水質保全計画を策定。
- 1997年3月 第3期湖沼水質保全計画を策定。
- 2002年3月 第4期湖沼水質保全計画を策定。
- 2007年3月 第5期湖沼水質保全計画を策定。
- 2012年3月 第6期湖沼水質保全計画を策定。

## 流入河川
- 倉敷川
- 笹ヶ瀬川
- 鴨川